# Templo fenicio de Kharayeb
El templo fenicio de Kharayeb (en árabe: معبد الخرايب الفينيقي‎) es un templo histórico de la ciudad de Kharayeb situada en el interior de Tiro, en el sur de Líbano. Fue excavada durante tres misiones arqueológicas. La primera misión, dirigida por el entonces jefe de la Dirección General de Antigüedades del Líbano Maurice Chehab en 1946, reveló un templo del periodo helenístico y miles de estatuillas de arcilla datadas entre los siglos siglo VI y I a. C. En 1969, el arqueólogo libanés Ibrahim Kaoukabani llevó a cabo una serie de excavaciones en el Líbano, así como una excavación más reciente en 2009, financiada por el gobierno italiano, en la que se realizaron importantes descubrimientos sobre las prácticas de culto y una reconstrucción detallada de la arquitectura y el desarrollo del templo.
Los orígenes del santuario se remontan al siglo VI ., con el establecimiento de centros agrícolas rurales junto a la creciente ciudad de Tiro. Al principio, probablemente se construyó un templo con materiales perecederos, del que solo se conservan fragmentos de estatuas de piedra. Unos tres siglos más tarde, durante el periodo helenístico, un edificio nuevo y más grande sustituyó a la estructura original. Este templo helenístico estaba rodeado por un patio pavimentado y constaba de un vestíbulo cuadrado que daba a una sala rectangular más pequeña. El interior estaba adornado con estuco, un suelo central de mosaico y decoraciones murales de pasta de vidrio en forma de gema. El exterior presentaba una cornisa de caveto, un dintel con un disco solar con dos ureos (representaciones de una serpiente sagrada utilizada como símbolo de soberanía y divinidad en el Antiguo Egipto), y la entrada estaba flanqueada por dos estatuas masculinas de pie de estilo egipcio. La arquitectura seguía el diseño preclásico de los templos de Fenicia, caracterizado por rasgos específicos como la “entrada acodada” y la orientación este-oeste.
Se encontró una amplia colección de artefactos, como miles de figurillas de terracota y vasos en miniatura, así como inscripciones, que proporcionan información sobre las prácticas religiosas de la población rural fenicia local. Las figurillas de terracota de la Edad de Hierro II y del Imperio aqueménida representaban diversos temas, como mujeres embarazadas, figuras masculinas y divinidades. Durante el periodo helenístico, nuevas técnicas de moldeado introdujeron temas griegos e imágenes de deidades como Afrodita y Hermes. Las prácticas religiosas observadas en el templo seguían siendo fieles a las tradiciones fenicias locales y formaban parte de un sistema de culto más amplio en el interior de Tiro, con rituales similares en los distintos templos de la región.
La deidad a la que estaba dedicado el santuario sigue sin identificarse porque las inscripciones desenterradas carecen de nombres de dioses específicos. Las numerosas figurillas de niños desenterradas durante las excavaciones sugieren que el templo fue un pequeño centro religioso rural dedicado a deidades curación y salvación, con rituales asociados al parto y la infancia. El hallazgo de unas 8000 figurillas de terracota indica una intensa actividad religiosa a lo largo de siglos, que finalizó cuando cesó la actividad religiosa del yacimiento en el siglo I a. C.

## Historia

### Antecedentes históricos, fundación y declive
Las excavaciones arqueológicas realizadas en Kharayeb y sus alrededores han revelado un complejo paisaje de asentamientos que abarca varios periodos cronológicos, desde la Prehistoria hasta la época otomana (1516-1918). La región estuvo habitada desde el Paleolítico medio, como demuestran los numerosos herramientas de sílex descubiertos. Los primeros indicios de uso agrícola de la zona proceden del yacimiento arqueológico de Jemjim, donde las excavaciones han revelado un asentamiento rural con un complejo sistema de cisternas que data de la Edad del Hierro, junto con cerámicas que indican una ocupación que se remonta al segundo milenio a. C.

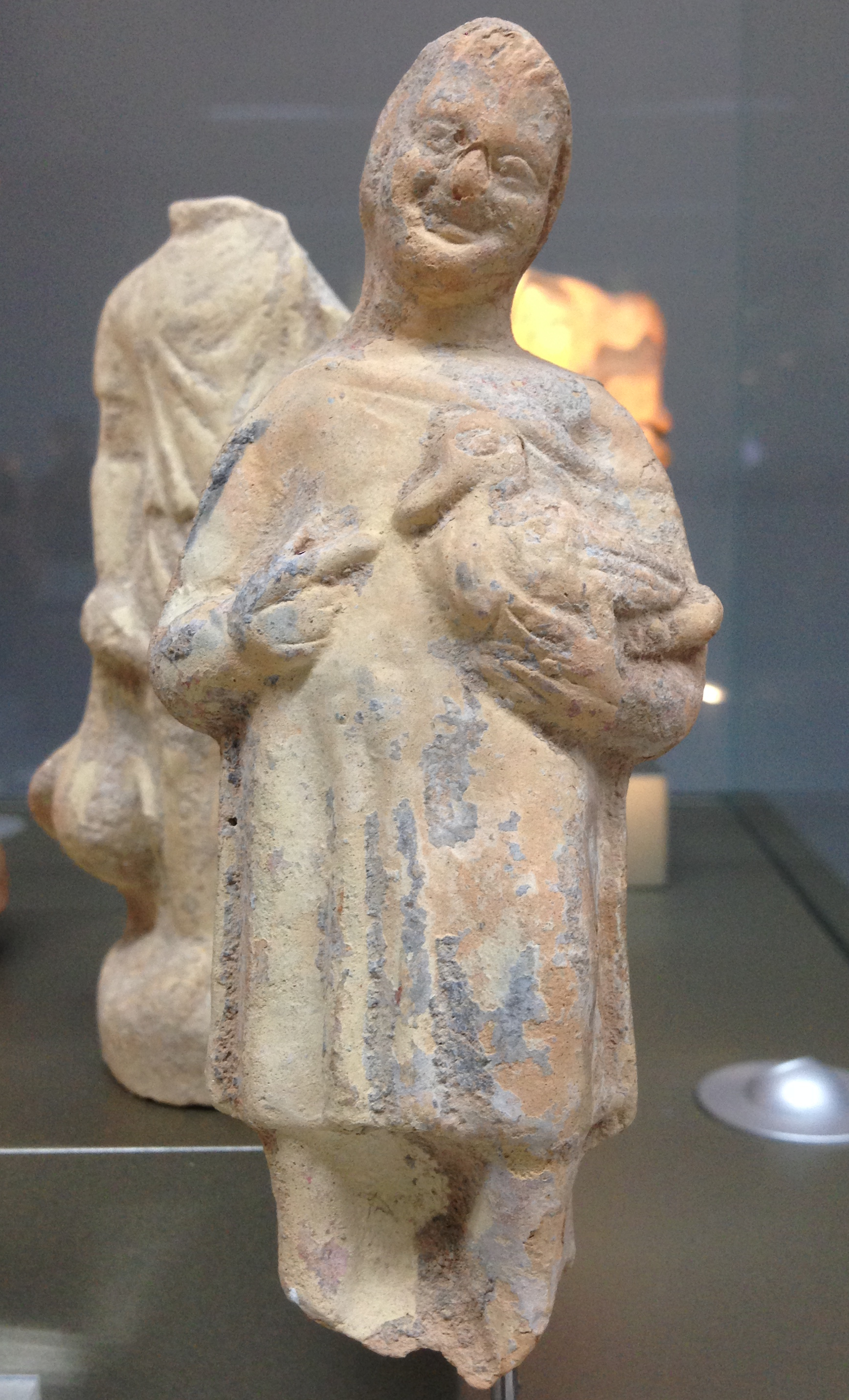
Figurilla de terracota que sostiene un pato procedente del tempo de Kharayeb, en la colección del Museo Nacional de Beirut.

Durante el Imperio aqueménida (539-330 a. C.), cuando Fenicia estaba bajo el dominio de la dinastía aqueménida, la economía fenicia floreció y la población de las ciudades costeras creció, lo que hizo necesaria la optimización de los recursos en sus respectivos territorios. Los persas apoyaron este desarrollo fomentando la agricultura intensiva y el regadío. La subsistencia de la ciudad de Tiro estaba asegurada por el establecimiento de centros agrícolas rurales, que se extendían desde la costa fenicia hasta el Monte Carmelo en Palestina (actual Israel). Estas zonas rurales, especialmente las situadas cerca de los ríos, desempeñaron un papel crucial en la economía de Tiro y fueron testigos de la aparición de una serie de asentamientos planificados. Es en este contexto de organización territorial donde se inicia la construcción de un lugar de culto en Kharayeb hacia el siglo VI El establecimiento del templo de Kharayeb junto a un río y en un contexto relativamente aislado se produjo en una época en la que los cultos a deidades de curación y salvación estaban surgiendo en todo el Levante mediterráneo.
Tras la conquista del Imperio persa por Alejandro Magno en el año 330 a. C. y su prematura muerte, surgieron diversos reinos helenísticos en las tierras conquistadas, a saber, el Imperio seléucida en Asia Occidental y el Egipto ptolemaico. La cultura y la lengua griegas se extendieron hasta la actual India, dando lugar a una fusión de la antigua Grecia y las culturas locales. En Fenicia, a pesar del uso predominante del idioma fenicio entre la mayoría, las instituciones y estructuras organizativas de las ciudades costeras mostraban una pronunciada influencia helenística. Esta influencia cultural griega es menos detectable en las regiones rurales del interior. El historiador clásico Peter Green subraya que los estratos sociales de cualquier sociedad evolucionan históricamente a diferentes velocidades y de diferentes maneras. Para la época helenística, como para muchos otros periodos, una regla general segura es 'cuanto más bajo, más lento'. Para el fellah de Egipto, o el campesinado de Grecia y Anatolia, muy poco cambió a lo largo de estos tres siglos, excepto la identidad y, a veces, la severidad de sus opresores (en su mayoría extranjeros), cuyo objetivo inquebrantable era extraerles tanto dinero en impuestos y mano de obra como fuera posible sin provocar una revolución masiva. Durante este período, el santuario fue completamente reconstruido. Al mismo tiempo, en las ciudades costeras fenicias, fuertemente helenizadas, surgió un auge en la utilización de imágenes, temas y motivos artísticos inspirados en el Egipto griego y ptolemaico. Las inscripciones en el santuario de Kharayeb, todas escritas en fenicio, indican la persistente adhesión de la población rural a su lengua materna, y las prácticas religiosas tradicionales cananeas. La misma conclusión podría extraerse de las inscripciones predominantemente fenicias del cercano santuario de Umm al-Amad. No todas las inscripciones de Umm al-Amad están en fenicio, una está en griego y dice ("ΑΒΔΗΛΙ[ΜΟΣ] / ΤΥΡΙΟΣ Χ[ΑΙΡΕ]" [Abdelim de Tiro, adiós]).  En la zona del santuario no se han hallado pruebas arqueológicas posteriores al final del periodo helenístico, lo que sugiere que la actividad cultual en el templo cesó, tras un largo periodo de prosperidad y uso intensivo, en el siglo I a. C.

### Descubrimiento moderno

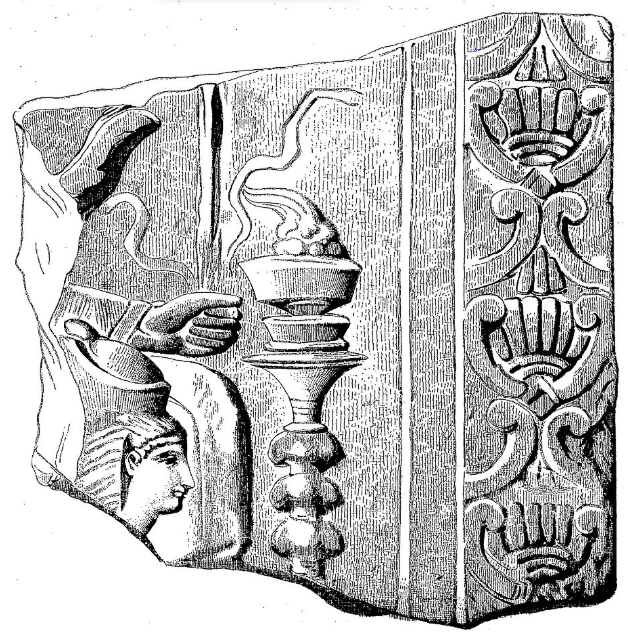
Boceto del relieve de Jemjim, actualmente en el Louvre.

La región que rodea Kharayeb produjo una serie de artefactos antiguos, atrayendo la atención de eruditos y exploradores desde el siglo XIX. Algunos de estos hallazgos fueron documentados por orientalistas. En abril de 1863, se descubrió entre los materiales de construcción de una casa de Jemjim una Losa de mármol con una intrincada escultura en relieve, que se creía que era un fragmento del marco de una puerta. La losa fue adquirida por el cazatesoros local Alphonse Durighello. En el relieve, una figura femenina sentada lleva una pskent, una doble corona del Antiguo Egipto, y sostiene un quemador de incienso delante de ella. El borde derecho de la losa está decorado con motivos fenicios con palmetas. En su libro Mission de Phénicie, el biblista y orientalista francés Ernest Renan informó del descubrimiento en la ciudad de "Djamdjîne" (Jemjim). Los habitantes de Kharayeb llamaban Juret el-Khawatem a la zona donde más tarde se descubrió el templo fenicio. (“el pozo de los anillos”). Este nombre deriva de la práctica de recoger los antiguos abalorios desenterradas en el lugar, que posteriormente se utilizaban en la creación de pulseras y otros accesorios decorativos. Alternativamente, los lugareños han llamado a la zona del santuario Mahdoumeh (“el lugar demolido”) y, tras el inicio de las excavaciones arqueológicas, al-Mathaf (“el museo”). 
En 1946, el jefe de Dirección General de Antigüedades del Líbano Servicio Maurice Chehab, inició excavaciones en Juret el-Khawatem, motivadas por el descubrimiento de varias estatuilla de terracota. Desenterró los restos de un edificio cultual rectangular de época helenística. Delante del edificio, cerca de un patio pavimentado, descubrió una en latín: favissa (un depósito subterráneo sagrado) que contenía miles de figurillas de arcilla datadas entre los siglos VI y I a. C. En 1969, tras un paréntesis de más de dos décadas, el arqueólogo libanés Ibrahim Kaoukabani reanudó las excavaciones del yacimiento. Desenterró varias figurillas, elementos arquitectónicos significativos, incluido un dintel adornado con ureos (representaciones de una serpiente sagrada), y dos grandes estatuas que exhibían un atuendo de estilo egipcio. Kaoukabani publicó su informe preliminar de excavación en 1973. En 2009, el gobierno italiano financió el reexamen y estudio de las figurillas de arcilla del santuario en las colecciones de la Dirección General de Antigüedades de Beirut, y en noviembre de 2013, un nuevo proyecto de excavación en el yacimiento del santuario de Kharayeb y sus alrededores. El equipo de la misión estaba dirigido por los arqueólogos Ida Oggiano de Italia y Wissam Khalil del Líbano. Se produjeron varios descubrimientos significativos, incluida una sección no descubierta hasta entonces del edificio rectangular principal de culto. La misión italiana realizó una reconstrucción detallada del templo, revelando las distintas fases de desarrollo del edificio cultual. En particular, el equipo reconstruyó digitalmente los adornos arquitectónicos originales de la estructura helenística, mostrando intrincados diseños con teselas de mosaico de colores, estuco y adornos de vidrio.

## Arquitectura

### Estilo del templo
El santuario de Kharayeb sigue el diseño del templo fenicio preclásico, el tipo de templo predominante en Fenicia y sus dependencias. Los templos fenicios de la Edad del Hierro seguían un plan similar, con características distintivas que los diferenciaban del resto de la arquitectura cultual de la región. Los templos eran rectangulares, a menudo con una sala anexa más pequeña, y se construían siguiendo un eje este-oeste. El ádyton (espacio más sagrado), en griego antiguo: ἄδῠτον tdl. ‘no entrar’, estaba situado en la parte occidental del templo. Una característica notable de estos templos era la «entrada inclinada», en la que la entrada principal no estaba situada en el centro. Estos templos solían ser de menor tamaño que el resto de la arquitectura cultual del Levante meridional, una región geográfica que corresponde aproximadamente a las actuales Israel, Palestina y Jordania. La arquitectura y las humildes proporciones de estos templos indican que no estaban destinados al uso público, sino más bien al clero. Muchos de estos elementos se conservaron en el diseño de los templos durante el período aqueménida final.

### Descripción
La evidencia arqueológica indica que el santuario fue modificado en múltiples fases. Inicialmente se construyó un templo entre la Edad del Hierro II y el periodo aqueménida, pero no han sobrevivido restos, lo que indica que probablemente se construyó con materiales perecederos. En la fase inicial, la zona sagrada albergaba al menos una estatua cultual, avalada por el hallazgo de un fragmento de una estatua de pequeño tamaño que data de la primera mitad del siglo VI a. C., encontrado a 20 m al noroeste del santuario en latín: favissa. Esta estatua se parece a varios ejemplos de estatuas cultuales chipriotas descubiertas entre los materiales de la en latín: favissa del templo fenicio de Amrit, pero sigue sin saberse con certeza si la estatua de Kharayeb fue importada de Chipre o producida localmente. Además, Kaoukabani encontró los pies de otra estatua de un tipo iconográfico diferente. También se descubrieron objetos de culto de la Edad del Hierro II o del periodo aqueménida, como figurillas, vasijas y cerámicas pequeñas y en miniatura, y altares en miniatura.

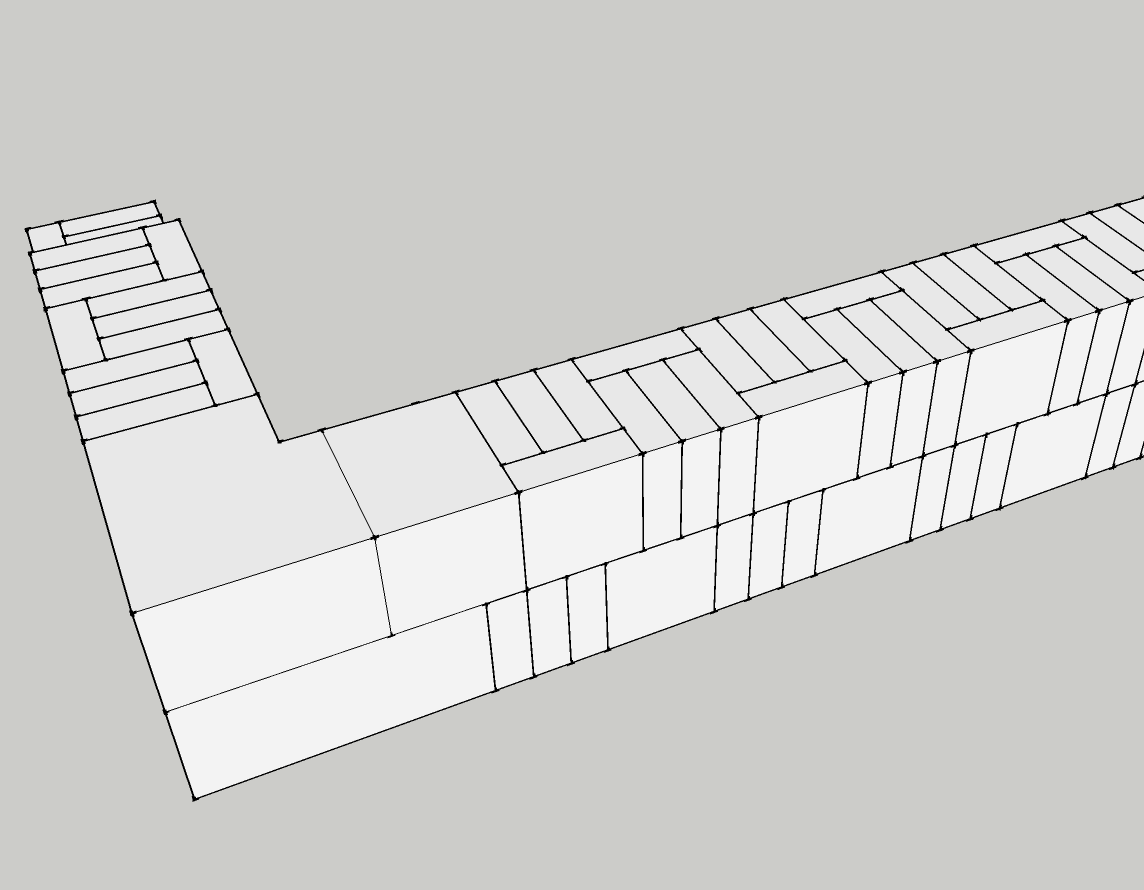
Técnica constructiva de aparejo de sillares utilizada en el santuario fenicio de Kharayeb.

En una fase posterior, a principios del periodo helenístico, las estructuras de la Edad del Hierro II fueron sustituidas por un edificio más grande y completamente nuevo. La cámara principal del templo del periodo helenístico que se conserva mide aproximadamente de 13 × 11 m. Se realizaron importantes trabajos de cimentación para nivelar el suelo debido a la inclinación del terreno rocoso, y los muros alineados de norte a sur se construyeron directamente sobre el lecho de roca. El santuario consistía entonces en un gran patio pavimentado que conducía a la fachada del templo orientada al suroeste. El templo constaba de una gran sala cuadrada que daba acceso a una sala rectangular más pequeña en el lado oeste-noroeste. Los muros del santuario se construyeron con piedras de diferentes tamaños y grandes bloques para proporcionar estabilidad, empleando una típica hilada , técnica de construcción habitual en los edificios de época aqueménida y helenística en Fenicia. Tanto las paredes interiores como las exteriores estaban cubiertas con enlucido de cal, y el enlucido interior estaba pulido.
El exterior del templo estaba adornado con elementos de diseño arquitectónico habituales en los edificios sagrados de la región de Tiro, como una cornisa con cavetos y un dintel decorado con un disco solar flanqueado por ureos. El diseño del edificio y sus decoraciones se asemejaban al santuario de Umm al-Amad. La entrada principal del templo, en la fachada suroeste, estaba flanqueada por dos estatuas masculinas que vestían un taparrabos de estilo egipcio, la shenti . Cada estatua tiene un pie adelantado (una a la derecha, la otra a la izquierda), y la mejor conservada de las dos figuras muestra rastros de un animal sostenido bajo el brazo izquierdo. Este tipo de esculturas son típicas de Fenicia y Chipre. En Fenicia, se encontraron ejemplos de este tipo en Sarepta, Amrit, Biblos, Sidón, Tiro y Umm al-Amad. Los eruditos creen que estos grupos escultóricos inspirados en Egipto servían como figuras protectoras, y estaban apostados a la entrada de los templos fenicios. En una fase posterior, durante el periodo helenístico, el suelo de la gran sala cuadrada se pavimentó con losas planas de piedra. Se excavó un grupo de teselas de mosaico multicolor, lo que sugiere la presencia de un patrón geométrico simple de mosaico en el centro de la sala. Las paredes interiores estaban adornadas con decoración de estuco, similar a la de las casas ornamentadas de las ciudades costeras de Levante durante ese periodo, con motivos ovalados de los que se han encontrado algunos ejemplos en el yacimiento de Kaoukabani. La decoración interior del edificio, que incluía las pastas de vidrio en forma de gemas dispersas recogidas por los lugareños para fabricar joyas, también se dató en el periodo helenístico.

## Artefactos y hallazgos
Además de los elementos arquitectónicos, decorativos y de culto, las excavaciones han producido una gran cantidad de artefactos, incluyendo miles de figuras de terracota y vasos en miniatura que proporcionan información sobre las prácticas religiosas de la población nativa.

### Figurillas votivas de terracota

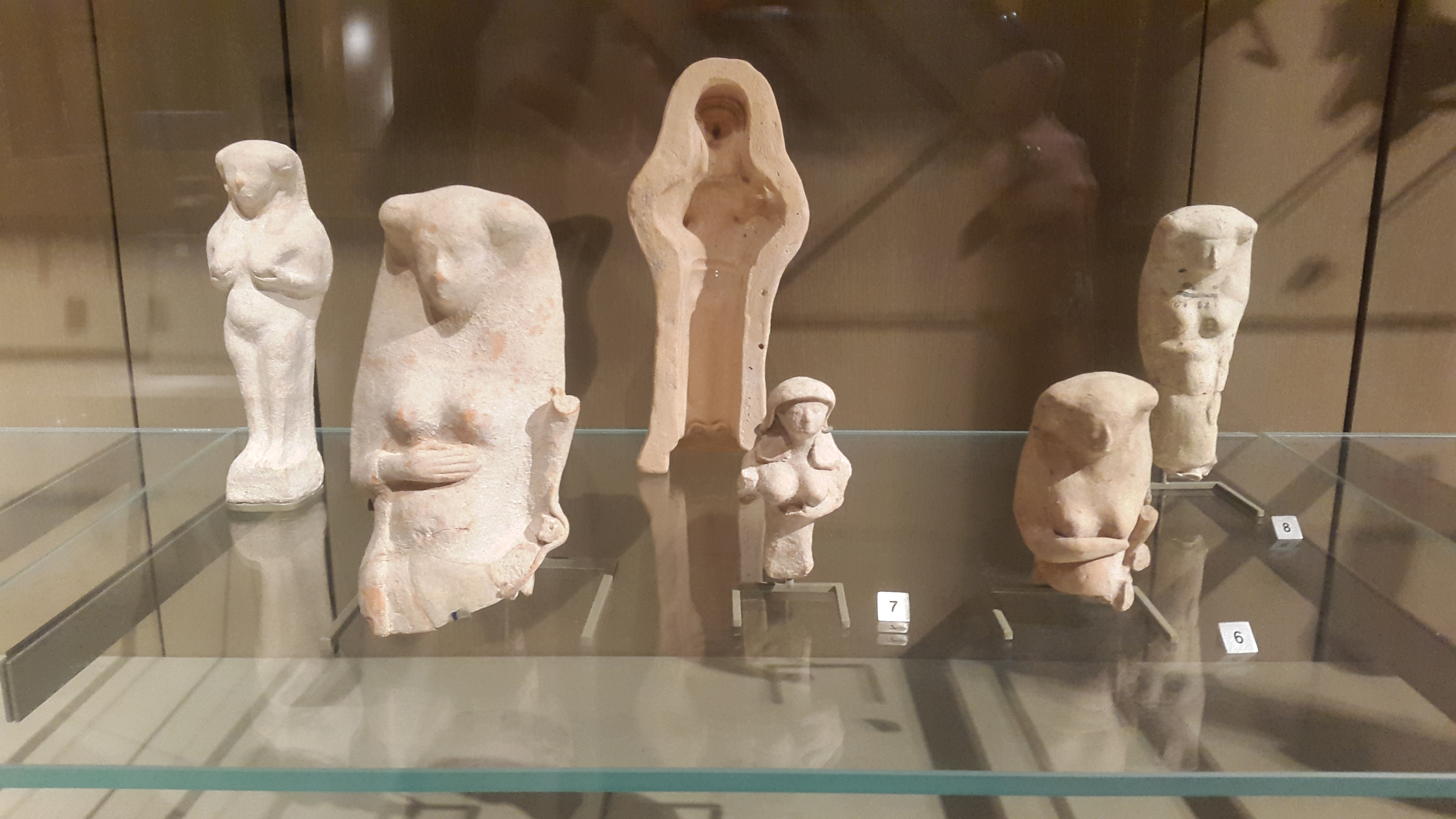
Figurillas de la Edad del Hierro de Kharayeb y Tiro, en el Museo Nacional de Beirut

En el yacimiento se encontraron figuras de terracota de la Edad del Hierro II o del período aqueménida. Fueron hechas localmente por artesanos que produjeron imágenes de un tipo bien documentado que se encuentra en Fenicia (Sarepta, Tiro, Tell Keisan, Aczib, Dor) y Chipre. El repertorio de figurillas votivas incluye mujeres embarazadas, mujeres con las manos sobre el pecho, figurillas masculinas sentadas con una atef o con el peinado plano, jinetes, tocadores de pandereta músicos, y el dios Bes, una deidad del antiguo Egipto adorada como protector de los hogares, madres, niños, y partos. A partir de este período, algunos tipos fueron influenciados por la producción griega oriental, como las mujeres vestidas con quitones, que también fueron documentadas en Beirut y Sidón.
En el período helenístico, una gran afluencia de fieles impulsó a los fabricantes de figuras de terracota artesanos coroplastas locales a adoptar la técnica de moldes dobles, más eficiente y rentable. La nueva técnica se introdujo desde destacados centros de producción de figurillas helenísticas como Alejandría en Egipto. Se adquirieron y modificaron moldes originales para reflejar los estilos y el contexto locales, y las figurillas se produjeron localmente en Tiro, como lo demuestra la arcilla analizada con haces de iones, y la presencia de letras fenicias incisas en las figuras antes de la cocción. La adquisición de moldes con iconografía griega introdujo las imágenes de deidades helenísticas como Afrodita, Artemisa, Deméter, Dioniso, Eros, Heracles y Hermes en el interior de Tiro. El número de figurillas que representan deidades es escaso en comparación con el total de piezas catalogadas, representando la mayoría de ellas sujetos femeninos y masculinos y, sobre todo, niños dedicados a actividades lúdicas. Las imágenes retratan el entorno rural y pastoral en el que vivían los usuarios de estas figurillas. Había numerosas figuras de escolares y máscaras de teatro que sugerían una amplia gama de fieles, incluidos los de los centros urbanos. La inclusión de estos motivos refleja los aspectos culturales y educativos de la vida urbana helenística, lo que indica que el santuario atrajo a devotos no sólo de las zonas rurales sino también de las ciudades costeras donde estos temas prevalecían más en la vida diaria. La influencia de Alejandría también es evidente a través de una serie de figuras que representan a Isis amamantando a Horus y Harpócrates.

### Otros hallazgos

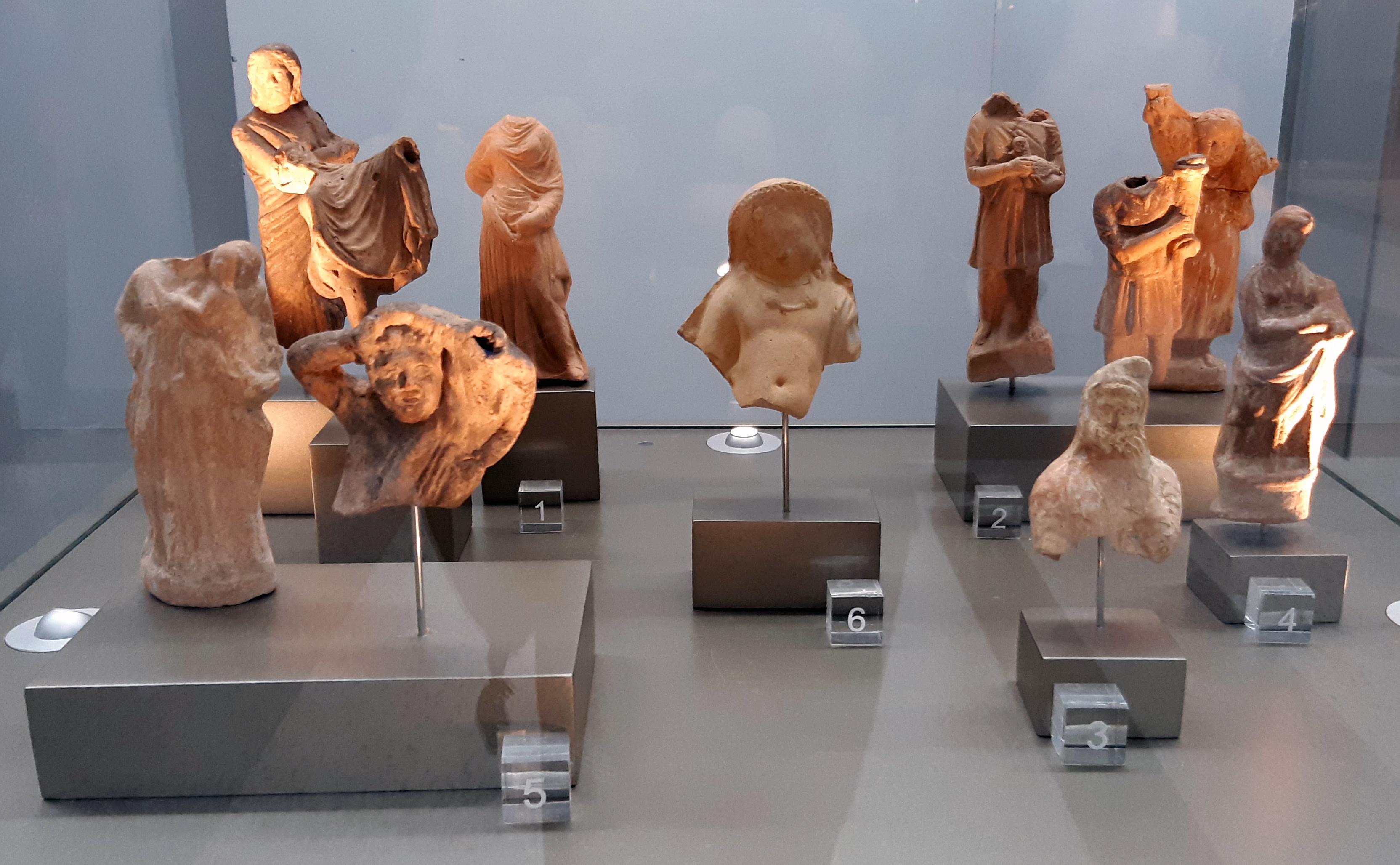
Figurillas del período helenístico (330–31 a. C.) de Kharayeb y Tiro, que muestran la influencia griega (helenización), exhibidas en el Aeropuerto Internacional Rafic Hariri.

Se encontraron vasos de cerámica de culto en miniatura en varios lugares del santuario y se utilizaron en rituales durante los períodos de uso del templo. La misión italiana encontró platos y cuencos pequeños debajo del pavimento del templo, en las capas de la fase de la Edad del Hierro II y del período aqueménida. La cerámica de la fase helenística incluye piezas pequeñas y en latín: unguentaria en miniatura, platos en miniatura y jarras pequeñas. Chéhab descubrió los restos de un cordero y un hueso del tobillo usado para la adivinación dentro de una de las pequeñas placas desenterradas. También se encontraron en el lugar altares en miniatura, que datan de la Edad del Hierro II y del período paqueménida, y similares a los encontrados en Amrit, Sidón y Tell el-Burak.
El sitio arrojó algunas inscripciones: en estatuillas votivas,  y en un fragmento de una estatua de piedra caliza encontrada por Chéhab al fondo del templo en latín: favissa . El fragmento consta de una base de estatua con ambos pies representados de perfil, con una inscripción fenicia tallada entre las piernas. Chéhab tradujo la inscripción en su informe de excavación de 1952 como «Porque escuchó la palabra de sus sirvientes».  En 1955, revisó su interpretación, presentando una traducción ligeramente diferente: «...de ellos, porque escuchó sus palabras (oraciones), que los bendiga». La inscripción data del siglo IV a. C., basándose en comparaciones con la inscripción del sarcófago de Batnoam (KAI 11) y los grafitis fenicios de Abidos (KAI 49).

## Dedicación y función
Los eruditos no han identificado la deidad adorada en el templo ya que no se mencionan nombres de dioses específicos en las inscripciones del sitio. Chéhab propuso que era un centro de  cultos iniciáticos, basados en las figurillas que representan a Deméter y Perséfone, las diosas griegas de la cosecha y la primavera respectivamente. Por otro lado, Kaoukabani sugirió que estaba inicialmente dedicado a Astarté. Según su interpretación, el edificio era un mammisi, un edificio parecido a una capilla que sirve como lugar para rituales y ceremonias asociadas con el nacimiento divino o la infancia de una deidad. Propuso además que el culto probablemente adquirió características relacionadas con Deméter e incluía elementos místicos. El estudio de la terracota de las figurillas contribuyeron a la comprensión del culto religioso. La historiadora italiana Maria Grazia Lancellotti presentó una comprensión revisada, quien lo caracteriza como un sitio religioso más pequeño que, como el templo de Eshmún en Bustan el-Sheikh en las afueras de Sidón, se centraba alrededor del veneración de deidades de curación y salvación, con énfasis en los rituales asociados con la  maternidad y la infancia. Esta interpretación explicaría el descubrimiento de numerosas figuras infantiles en el lugar.
Según Oggiano, las prácticas religiosas observadas en el santuario de Kharayeb formaban parte del mismo sistema de culto que incluía los santuarios de Umm al-Amad, el templo de Sarepta y posiblemente Tiro. Estas prácticas compartidas incluyen la realización de rituales comparables, la dedicación de estatuas de piedra y terracota y el uso de una sintaxis similar de inscripciones dedicatorias en toda la región del interior de Tiro. El Templo Oriental en Umm al-Amad produjo doce estatuillas de terracota, la mayoría recuperadas de la “Capilla del Trono”. En particular, estas figurillas pertenecen al tipo bien documentado asociado con el templo de Kharayeb. Además de la dedicación de las figurillas, los rituales practicados en el santuario de Kharayeb incluían verter aceites de unguentarios, y ofrendas libaciones vertidas en cántaros pequeños y medianos. El gran número de figurillas de barro descubiertas en el santuario es evidencia de la intensa actividad religiosa en el templo fenicio entre los siglos IV y I a. C. El pequeño interior del templo se limpiaba periódicamente de ofrendas votivas para dejar espacio para nuevas estatuillas. Como resultado, se recolectaron y almacenaron alrededor de 8000 estatuillas de terracota en una favissa excavada especialmente. Las estatuillas de Kharayeb retrataban diversos aspectos de la sociedad fenicia local a lo largo de muchos siglos, subrayando constantemente el significado de la maternidad y la infancia para las personas que frecuentaban el templo. Durante el período peaqueménida, un gran número de figurillas representaban a mujeres embarazadas, y en el período helenístico se encontraron numerosas representaciones de niños realizando actividades lúdicas con animales o instrumentos musicales. El pequeño tamaño de los objetos de culto indica además la posible participación de los niños en los rituales.